# Fontana Bella
Fontana Bella es el segundo álbum del grupo mexicano de post rock Austin TV publicado el 5 de mayo del 2007. El disco fue producido por la banda junto con el músico Emmanuel del Real, integrante de Café Tacvba.
Al igual que los anteriores trabajos de Austin TV, todas las pistas son instrumentales, solo acompañadas de voces habladas que no están relacionadas musicalmente.
Es un álbum conceptual, el cual incluye un libro tamaño CD de más de 60 páginas. Este complemento es un diario ficticio de un anciano llamado Mario Lupo González Fábila (el título alternativo de Fontana Bella es El diario de Mario Lupo González Fábila), que vive solo en un bosque llamado Fontana Bella.
Las memorias muestran una lucha de 5 meses con fenómenos paranormales como apariciones de fantasmas, alucinaciones y delirios persecutorios (puede representarse en la vida real como una supuesta demencia o cualquier enfermedad incurable), incluyendo pensamientos flemáticos, anécdotas, cartas adjuntas y notas. Los últimos días del diario muestran tipografías distorsionadas, rayones en algunos párrafos, capítulos al revés, letras crípticas e imágenes macabras, que muestran un deterioro progresivo hacia la locura total de Mario Lupo. La última canción llamada "Voló al cielo" confirma la muerte del protagonista. 
Los días aparecen en la parte superior de las páginas, comenzando el 5 de julio hasta el 2 de noviembre, probablemente haciendo alusión al Día de Muertos que se celebra en esa fecha y es una festividad muy importante en México. 
El artista Marcos Castro creó más de 30 pinturas y dibujos para ilustrar esta historia.

## Lista de canciones
1. "Ana no te fallé" (5:24)
2. "Voces iluminadas por sonrientes" (4:44)
3. "Marduk" (4:30)
4. "El secreto (de las luciérnagas)" (5:38)
5. "Nadie esta aquí, no hay nadie aquí, nada hay aquí" (6:48)
6. "Flores sobre las piedras" (4:13)
7. "Shiva" (3:37)
8. "Mientras las hojas caen" (4:45)
9. "Voló al cielo" (13:24)

## Integrantes
- Chato - guitarra eléctrica
- Chio - sintetizadores, teclado, vibráfono, armonio, teclados, palmadas
- Oiram - guitarra eléctrica, guitarra acústica
- Rata - bajo
- Xnayer - batería, palmadas, guitarra acística (pista 5)

Músicos invitados:
- Emmanuel del Real (Meme) - mellotron, campanas tubulares
- Carlos Alegre - violines
- Normand (Hummersqueal) Oleo - palmadas
- Christian (Hummersqueal) Guijosa - palmadas
- Alejandro "El atún" Batta - palmadas
- Leo Quiñones - palmadas
- Francisco González Ramírez - vocales
- Miriam Calderón Gómez - vocales
- Sebastián Díaz Prado, Edna Godinez Torres, Aldo González Vázquez, Nasohic, Otahc, Atar, Enrique Sinaloa, Trevore Valensuela, Humberto Saánchez García, Hayde Corona Sánchez - vocales